# Ion-Bogdan Mihăilescu
Ion-Bogdan Mihăilescu (n. 3 aprilie 1978

) este un deputat român, ales în 2012 din partea Partidului Social Democrat.